# Алоњи
Алоњи (фр. Allogny) насеље је и општина у централној Француској у региону Центар (регион), у департману Шер која припада префектури Бурж.
По подацима из 2011. године у општини је живело 1.032 становника, а густина насељености је износила 20,84 становника/km². Општина се простире на површини од 49,53 km². Налази се на средњој надморској висини од 128 метара (максималној 288 m, а минималној 138 m).

## Демографија
| 1962. | 1968. | 1975. | 1982. | 1990. | 1999. | 2011. |
| ----- | ----- | ----- | ----- | ----- | ----- | ----- |
| 524   | 534   | 623   | 765   | 916   | 896   | 1.032 |

График промене броја становника у току последњих година